# Lissel Bortbergstjärnen
Lissel Bortbergstjärnen är en sjö i Gagnefs kommun i Dalarna och ingår i Norrströms huvudavrinningsområde. Den ligger inom Örjasängets naturreservat.